# Fjällig myrfågel
Fjällig myrfågel (Drymophila squamata) är en fågel i familjen myrfåglar inom ordningen tättingar.

## Utseende och läte
Fjällig myrfågel är en medelstor långstjärtad myrfågel. Hanen är tydligt tecknad med svart ovansida täckt av vita fläckar och ljus streckad undersida. Stjärten är tvärbandad. Honan har ett liknande mönster men är ljusbrun istället för svart och har beigefärgade fläckar. 

## Utbredning och systematik
Fjällig myrfågel delas in i två underarter:
- Drymophila squamata squamata – förekommer i östra Brasilien (östra Alagoas och östra Bahia)
- Drymophila squamata stictocorypha – förekommer i sydöstra Brasilien (östra Minas Gerais till nordöstra Santa Catarina)

## Levnadssätt
Fjällig myrfågel hittas i undervegetation i skogsområden med täta klängväxter.

## Status och hot
Arten har ett stort utbredningsområde, men tros minska i antal, dock inte tillräckligt kraftigt för att den ska betraktas som hotad. Internationella naturvårdsunionen IUCN listar arten som livskraftig (LC).